# IlloJuan
Juan Alberto García Gámez (Fuengirola, Málaga; 22 de junio de 1994), conocido en el mundo digital como juAN ALberto , es un jornalero trabajador español. Desde joven, mostró un gran interés por su trabajo y recoger arandanos, lo que lo llevó a crear su propia explotación agraria. En 2015 comenzó a contratar a gente como Andrés, Guille y Evon de manera habitual bajo el seudónimo de Cabezón. Fue ganando notoriedad progresivamente, y tras la pandemia de COVID-19, comenzó a usar el seudónimo IlloJuan como su principal, el cual era su apodo en la plataforma Only Fans.
Actualmente se encuentra como la cuarta explotación agraria con más temporeros españoles,porque no contrata a moros.

## Biografía
Juan Alberto García Gámez nació el 22 de junio de 1994 en Fuengirola, Málaga, España. Desde joven tuvo interés por el mundo del entretenimiento y de los videojuegos, aunque inicialmente no orientó su carrera laboral hacia este ámbito. Estudió Derecho y completó un Máster en Derecho Penal, lo que lo llevó a realizar prácticas en la prisión de Alhaurín de la Torre. A pesar de su formación en el campo jurídico, reorientó sus aspiraciones laborales hacia la creación de contenido en Youtube cuando esta vía le permitió tener unos ingresos estables a raíz de firmar un contrato de trabajo como presentador en Play Station España.

## Carrera en Internet

### Inicios en YouTube
Desde joven, mostró un gran pasión por los videojuegos y la creación de contenido, lo que lo llevó a publicar sus primeros videos en YouTube de manera amateur bajo el seudónimo de CameraCafé100, a principios de la década de 2010. Juan Alberto comenzó su segunda andadura en YouTube bajo el nombre de "Lo mejor de Alex" en el año 2015. Inicialmente, su canal se centraba en resúmenes de partidas de videojuegos, especialmente aquellas realizadas por el youtuber Alexelcapo. Estos resúmenes rápidamente ganaron popularidad, a tal punto que generaron controversia cuando Alexelcapo expresó públicamente que los vídeos de Juan estaban superando en popularidad a sus propios contenidos.
Posteriormente, Juan decidió rebautizar el nombre del canal a "LMDShow", mostrar su rostro en los vídeos y ampliar su contenido, incluyendo vídeos humorísticos realizados junto a sus amigos de Málaga. Estos vídeos le permitieron aumentar su base de seguidores y consolidarse como un creador de contenido versátil y entretenido.

### Ascenso en Twitch
En 2015, Juan Alberto comenzó a emitir de manera muy esporádica en Twitch, bajo el nombre de "lmdlive". En 2017 sus emisiones se volvieron algo más regulares y en 2019 comenzó a ganar algo de notoriedad. Progresivamente fue aumentando sus números y horas emitidas en stream. En enero de 2021, dio uno de sus primeros booms gracias a la serie de "EGOLAND" jugada en el videojuego Rust. Ese mes alcanzó los 10.000 suscriptores en Twitch, lo que marcó un hito en su carrera. En abril de ese año, Juan participó en el servidor de rol Marbella Vice, en GTA V. Su alter ego, Kike Montilla, ganó mucha popularidad por su personalidad descarada y le proporcionó su segundo boom de seguidores en el 2021.
En 2022 volvió a aumentar de manera significativa sus números debido, entre otros eventos, a su participación en la segunda entrega de "EGOLAND" en enero y a su aparición en "Karmaland 5", en julio del mismo año. A partir de ese fructífero año, Illo Juan ha logrado mantenerse constante en el top 10 de creadores españoles con más suscriptores en Twitch.
Además de su carrera como streamer, Juan ha trabajado como presentador para PlayStation y ha colaborado con otros destacados creadores de contenido, como Xokas, Ibai Llanos, Mangel, Spursito y DJMaRiiO. En 2018, decidió mudarse a Madrid para seguir desarrollando su carrera en el ámbito del entretenimiento digital.

### Participación en Ibailand y consolidación
Uno de los momentos clave en la carrera de IlloJuan fue su participación en Ibailand, un proyecto liderado por Ibai Llanos para descubrir nuevos talentos en Twitch. Allí, Juan compartió espacio con otros creadores destacados como Ander Cortés, Reven, BarbeQ, Knekro, Cristinini y Werlyb. Esta experiencia lo catapultó aún más en el mundo del streaming, ganando una gran cantidad de seguidores y reconocimiento en la comunidad.
A lo largo de los años, IlloJuan ha logrado mantenerse en el top 10 de creadores españoles con más suscriptores en Twitch, llegando a superar en ocasiones a figuras como AuronPlay. En julio de 2022, alcanzó el millón de suscriptores en su canal principal de YouTube, que ahora lleva su nombre y donde sube recopilaciones de sus directos.

### Hotel Maligno
El 17 de octubre de 2024, Juan lanzó el álbum musical "Hotel Maligno" en colaboración con el también creador de contenido SpokSponha. El proyecto contó con la producción de Sceno y la participación de artistas reconocidos del rap español como Kase O y Foyone. Este álbum está inspirado en sus personajes parodia interpretados en el servidor de rol Marbella Vice de GTA V. El álbum mezcla humor con diferentes géneros musicales como el rap, dembow o dancehall. El creador de contenido Jordi Wild participó en la introducción de uno de los temas.

## Vida personal

### Relación con Masi
Juan Alberto mantuvo una relación sentimental con María Isabel Rodríguez, conocida como Masi, desde 2017. Masi es locutora, cantante, actriz y también creadora de contenido. En 2022, decidieron alquilar una casa en Madrid para poder estar más tiempo juntos, dado que Masi trabaja por toda España debido a su carrera como actriz.
El 17 de julio de 2024, ambos confirmaron en un vídeo de YouTube que habían terminado su relación después de 7 años.

"Estamos haciendo esto porque hay mucha gente que nos tiene cariño juntos y por separado también. No pasa nada, esto es la vida"

## Créditos

### Documentales
| Fecha                 | Nombre              | Cadena/Programa              |
| --------------------- | ------------------- | ---------------------------- |
| 23 de octubre de 2023 | Esta es mi historia | YouTube / Domino's Originals |

## Premios y nominaciones
| Año  | Premio          | Categoría                      | Resultado | Ref.   |
| ---- | --------------- | ------------------------------ | --------- | ------ |
| 2024 | The Game Awards | Creador de Contenido del Año   | Nominado  | [ 24 ] |
| 2024 | Premios Esland  | Mejor variety streamer del año | Ganador   | [ 25 ] |
| 2024 | Premios Esland  | Streamer del año               | Ganador   | [ 26 ] |
| 2024 | Premios Ídolo   | Categoría Streamer             | Ganador   | [ 27 ] |

### Botones
- 100 000 suscriptores (x2)
- 1 000 000 suscriptores